# Herbert Fuller Wernham
Herbert Fuller Wernham ( 1879 - 1941 ) fue un botánico inglés, que se especializó en la familia de Rubiaceae tropicales.
De 1909 a 1921 fue Asistente del "Departameno de Botánica" de Museo de Ciencias Naturales de Londres. Su magnífica carrera se tronchó por su enfermedad del alcoholismo.

## Algunas publicaciones
- 1911. Revisions of Canephora & Hamelia

- 1912. Bertiera

- 1913. Mussaenda of continental Africa

- 1914. Mussaenda of Madagascar & Sabicea

- 1915. Tournefortiopsis

- 1917. Amaralia

- 1918. Manettia

- 1920. Coupoui

### Libros
- 1914. A Monograph of Sabiceae. Ed. British Museum. 82 pp.

- 1911. Floral Evolution: With Particular Reference to the Sympetalous ... 151 pp.
- La abreviatura «Wernham» se emplea para indicar a Herbert Fuller Wernham como autoridad en la descripción y clasificación científica de los vegetales.[2]

Identificó y clasificó 884 especies nuevas.

## Honores

### Eponimia
- género Wernhamia S.Moore 1922
- especie Psychotria werhnamiana S.Moore 1928